# Mesotritia jacoti
Mesotritia jacoti är en kvalsterart som beskrevs av Wojciech Niedbała 200. Mesotritia jacoti ingår i släktet Mesotritia och familjen Oribotritiidae. Inga underarter finns listade i Catalogue of Life.